# Вартенберг (Баварія)
Вартенберг (нім. Wartenberg) — громада в Німеччині, розташована в землі Баварія. Підпорядковується адміністративному округу Верхня Баварія. Входить до складу району Ердінг. Центр об'єднання громад Вартенберг.
Площа — 17,88 км2. Населення становить 5565 ос. (станом на 31 грудня 2020).

## Галерея

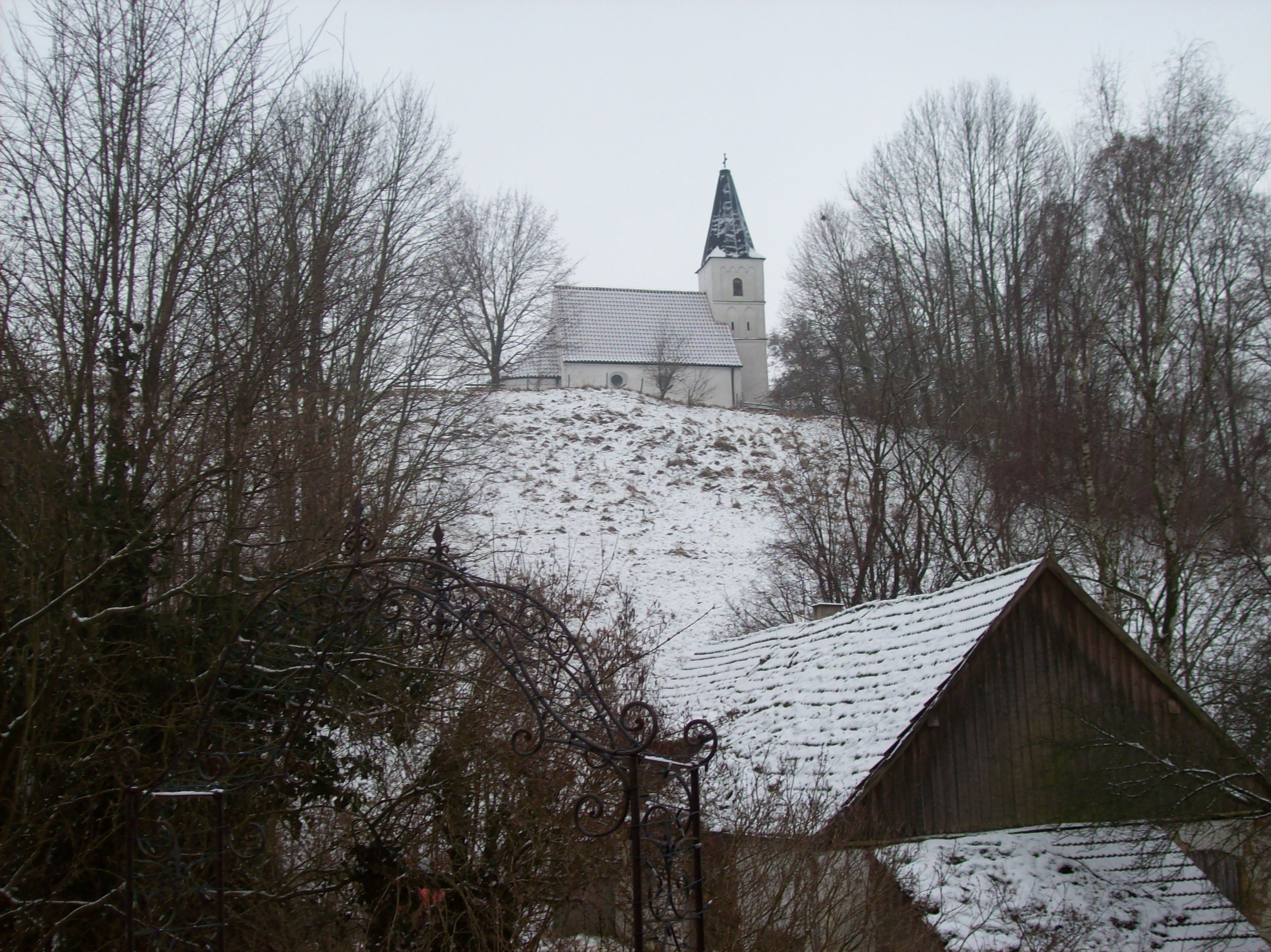
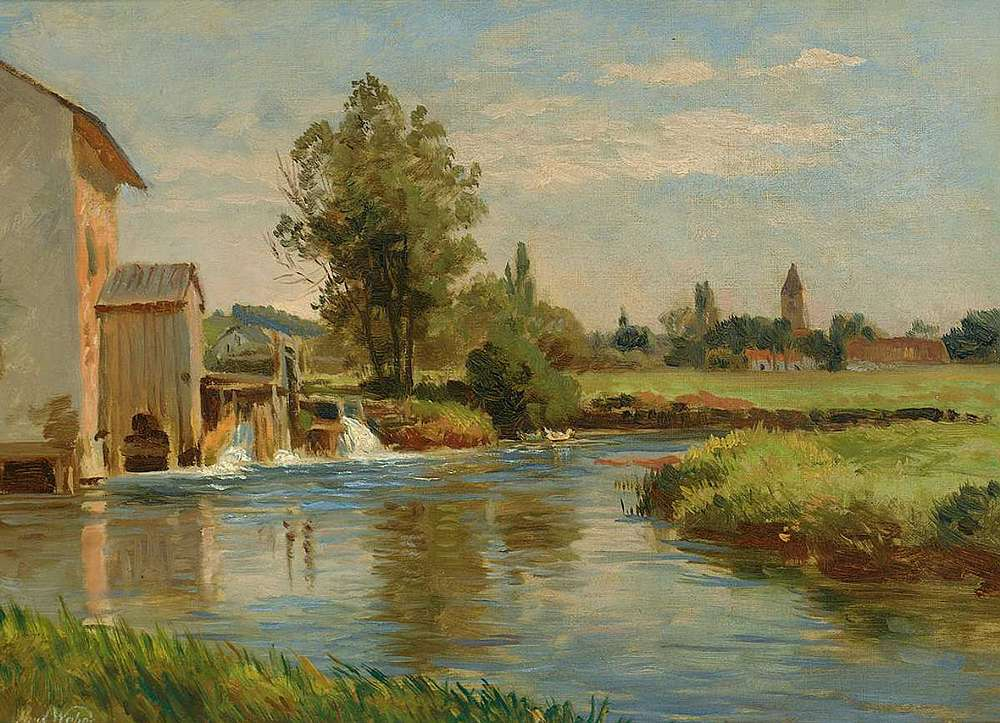